# Șușnievița
Șușnievița (în istroromână Susńievițe, în croată Šušnjevica, în italiană Valdarsa) este un sat în nord-estul peninsulei Istria din Croația, locuit în cea mai mare parte de istroromâni.

## Monumente
- Capela „Sfântul Silvestru”, cu fresce din sec. al XVI-lea
- Biserica „Sfântul Ioan Botezătorul”, construită în anul 1838 pe locul unei biserici mai vechi

## Personalități
- Andrei Glavina (1885-1925), filolog istroromân cu studii la Blaj și Iași